# Brennania hera
Brennania hera är en tvåvingeart som först beskrevs av Osten Sacken 1877.  Brennania hera ingår i släktet Brennania och familjen bromsar. Inga underarter finns listade i Catalogue of Life.